# びっちんちょ 〜全員整列っ。当クラスのおち×ぽはワタクシこと委員長が一括管理いたします〜
『びっちんちょ 〜全員整列っ。当クラスのおち×ぽはワタクシこと委員長が一括管理いたします〜』（びっちんちょ ぜんいんせいれつ とうクラスのおち×ぽはワタクシこといいんちょうがいっかつかんりいたします）は、2011年4月28日にスタジオカメから発売されたアダルトゲームである。
2013年9月27日には、TGマーケットにてAndroid版が発売された。

## 内容
本作は、セックスを学ぶ学園・美智（びち）学園を舞台に、クラスで唯一の女子である委員長・薬師丸明日香の学生生活を描いたアダルトゲームである。
学園の舞台設定に加え、明日香ら委員長が「男子に奉仕することを喜びとする」女子たちの中から選ばれた教師候補という設定であるため、物語の大半がHシーンである。同様の理由から、本作においてはルート分岐が存在しない。
また、本作のUIは通常、画面下部のメッセージウィンドウにテキストが3行表示される仕組みとなっているが、一部の場面ではメッセージウィンドウが画面全体に広がる演出が取られる。

## 登場人物
薬師丸 明日香 （やくしまる あすか）
声：大葉じゅん
1年生のクラスの委員長で、本作の主人公である。
セックス好きながらも、清楚な姿勢で自分のクラスの男子たちをまとめている。
三田
明日香とは別のクラスの委員長。小柄ながらも気が強い。
平野
明日香とは別のクラスの委員長。何かと常識人であることを自称する。
小原
島津
伊丹先生
井上先生
神楽先生
体育教師。

## 評価
ライターの箭本進一は、共著『超エロゲー ハードコア』の中で本作を取り上げ、よい意味でばかげた物語ながらも最後はちょっといい話にまとめた点を評価した。箭本は明日香が絶頂に達した時にCGの代わりにメッセージウィンドウが画面全体に広がることについて、「どんな絵よりも雄弁であり、100人の読み手に対して、100人の明日香の姿が思い浮かぶ、エロゲーならではの表現」と評したほか、この場面における明日香のモノローグに音声がついていない点についても興味深いとしている。
箭本は嘘屋の用いた手法について、富野由悠季が『機動戦士ガンダム』シリーズにて提示した「言葉が走る」という表現に近いと分析している。
箭本は明日香ら委員長たちの「女性であるがゆえにクラスの男子たちと深く結びつきながらも、『誰かのものになる』という安らぎをあえて受け取らない」というあり方が残酷だとしつつも、聖職に奉じる姿とも、ある種のアウトサイダーとしてルールと矜持に従うようにも見えるとし、嘘屋が過去に手掛けた『逸脱』の写し鏡かもしれないと述べている。